# Carrier Air Wing Eight
8ème Escadre aérienne embarquée
Le Carrier Air Wing Eight (CVW-8) est une escadre aérienne embarquée de l'US Navy, connue sous le nom de "Freedom Fighters", basée au Naval Air Station Oceana en Virginie. Il est embarqué par l'Native American Warrior (en) . Le code de queue des avions du CVW-8 est AJ.

## Historique
Le Carrier Air Wing Eight a été créé le 9 avril 1951 sous le nom de Carrier Air Group Eight (CVG-8). C'était le deuxième groupe aérien à porter la désignation CVG-8; le premier CVG-8 existait de juin 1943 à novembre 1945 et a été en fonctionnement continu depuis cette date. La plupart des escadrons embarqués étaient des escadrons de réserve.

### des années 1950 aux années 1970
Le CVG-8 a effectué son premier déploiement en mer Méditerranée à bord de l'USS Tarawa (CV-40) en 1951-1952. Jusqu'en 1957, le CVG-8 a effectué trois déploiements à bord des porte-avions USS Coral Sea (CV-43), USS Lake Champlain (CV-39) et USS Intrepid (CV-11), suivis de la croisière de test à bord du USS Ranger (CV-61) nouvellement mis en service à la fin de 1957. L'année suivante, le CVG-8 a été affecté à l'USS Forrestal (CV-59) jusqu'en mi-1966, effectuant cinq déploiements en Méditerranée. C'est le 20 décembre 1963 qu'il a pris le nom définitif de CVW-8.
Il a été réaffecté, pour trois déploiements, au porte-avions beaucoup plus petit de classe Essex USS Shangri-La (CV-38) en 1966, ce qui a nécessité le remplacement du chasseur F-4B Phantom II par des F-8D Crusader. Son dernier déploiement avec Shangri-La en 1970, sera une mission de combat durant la guerre du Vietnam. Il est réaffecté à l'USS America (CV-66) en 1971. Il a reçu les derniers modèles du F-4 Phantom II, A- 7 Corsair II et A-6 Intruder avant d'être déployé au Vietnam du 5 juin 1972 au 24 mars 1973. En 1975, il est réaffecté à l'USS Nimitz (CVN-68) à propulsion nucléaire en 1975.

### Des années 1980 à maintenant
En 2022 il est affecté au Carrier Strike Group 12.

## Les unités subordonnées
| Code    | Insigne | Escadron                                    | Surnom          | Avion                |
| ------- | ------- | ------------------------------------------- | --------------- | -------------------- |
| VFA-87  |         | Strike Fighter Squadron 87                  | Golden Warriors | F/A-18E Super Hornet |
| VFA-37  |         | Strike Fighter Squadron 37                  | Bulls           | F/A-18E Super Hornet |
| VFA-31  | \| \|   | Strike Fighter Squadron 31                  | Tomcatters      | F/A-18E Super Hornet |
| VFA-213 |         | Strike Fighter Squadron 213                 | Black Lions     | F/A-18F Super Hornet |
| VAW-124 |         | Carrier Airborne Early Warning Squadron 124 | Bear Aces       | E-2D Hawkeye         |
| VAQ-131 |         | Electronic Attack Squadron 131              | Lancers         | EA-18G Growler       |
| VRC-40  |         | Fleet Logistics Support Squadron 40 Det. 2  | Rawhides        | C-2A Greyhound       |
| HSC-9   |         | Helicopter Sea Combat Squadron 9            | Tridents        | MH-60S Seahawk       |
| HSM-70  |         | Helicopter Maritime Strike Squadron 70      | Spartans        | MH-60R Seahawk       |
|         |         |                                             |                 |                      |